# 伊号第二十四潜水艦
| 画像をアップロード |                                                                                          |
| 艦歴               |                                                                                          |
| 計画               | 第三次海軍軍備補充計画（③計画）                                                          |
| 起工               | 1938年12月5日                                                                            |
| 進水               | 1939年11月12日                                                                           |
| 就役               | 1941年10月31日                                                                           |
| その後             | 1943年6月11日戦没                                                                        |
| 除籍               | 1943年8月1日                                                                             |
| 性能諸元           |                                                                                          |
| 排水量             | 基準：2,184トン 常備：2,554トン 水中：3,561トン                                          |
| 全長               | 109.3m                                                                                   |
| 全幅               | 9.10m                                                                                    |
| 吃水               | 5.34m                                                                                    |
| 機関               | 艦本式2号10型ディーゼル2基2軸 水上：14,000馬力 水中：2,000馬力                           |
| 速力               | 水上：23.6kt 水中：8.0kt                                                                 |
| 航続距離           | 水上：16ktで14,000海里 水中：3ktで60海里                                                 |
| 燃料               | 重油                                                                                     |
| 乗員               | 95名                                                                                     |
| 兵装               | 40口径14cm単装砲1門 25mm機銃連装1基2挺 53cm魚雷発射管 艦首8門 九五式魚雷20本 22号電探1基 |
| 航空機             | なし                                                                                     |
| 備考               | 安全潜航深度：100m                                                                       |

伊号第二十四潜水艦（いごうだいにじゅんよんせんすいかん、旧字体：伊號第二十四潜水艦）は、大日本帝国海軍の伊十六型潜水艦（巡潜丙型）の5番艦。

## 艦歴
1937年（昭和12年）の第三次海軍補充計画（③計画）により建造が決定し、1938年（昭和13年）12月5日に佐世保海軍工廠で起工、1939年（昭和14年）11月12日に進水、1941年（昭和16年）10月31日に竣工。同日、横須賀鎮守府籍となり、伊25とともに第六艦隊第1潜水戦隊第4潜水隊を編成した。これは、呂53型からなる先代の第4潜水隊が、所属艦の除籍により1940年（昭和15年）4月1日に解隊されて以来、3代目となる。

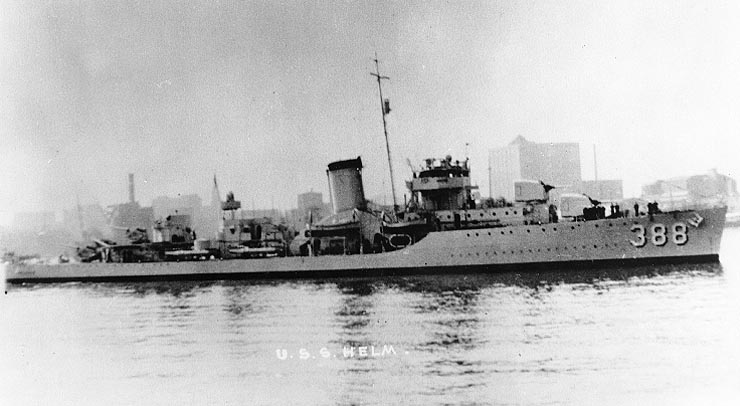
駆逐艦ヘルム(USS Helm, DD-388)

太平洋戦争開戦時には第六艦隊第1潜水戦隊第4潜水隊に所属。1941年（昭和16年）11月10日、伊24は特殊潜航艇甲標的の搭載対応改装が完了し、18日に呉を出港して倉橋島亀ヶ首に移動。同地で甲標的を搭載し、真珠湾攻撃に参加するため19日0215に出港。12月7日0333、真珠湾口西南西10.5浬地点付近で酒巻和男少尉及び稲垣清二等兵曹を乗せた甲標的を発進させるが、艇はジャイロコンパスが不具合を起こしていた。0700、搭載艇は真珠湾口に到着するも、航空隊による空襲前に湾内に侵入することはできなかった。0800、艇は浮上するも、サンゴ礁に座礁してしまったうえ、米駆逐艦ヘルム(USS Helm, DD-388)に発見されてしまう。ヘルムは艇へ砲撃を行い、至近弾を受けて魚雷発射管が損傷して魚雷を発射できなくなってしまったうえ、酒巻少尉が意識を失ってしまうが、海面に着弾した衝撃で離礁したため、艇は逃げることに成功した。その後意識を取り戻した酒巻少尉は、真珠湾で炎上する艦船を視認するも、再度座礁してしまう。その後なんとか自力で離礁するも、艇は操舵不能となってしまう。漂流する艇は数回爆雷攻撃を受けたため、浜に向かおうとするも再び座礁してしまう。そのため、艇は自沈処理が行われ、搭乗員は脱出したが、その後稲垣二曹は行方不明となり、酒巻少尉は浜辺で気絶しているところを米軍によって発見され、太平洋戦争において初めての捕虜となった。伊24はラナイ島南方沖の会合点に移動したが、艇が戻ってこなかったため9日に出港し、クェゼリンに戻った。
1942年（昭和17年）1月4日、伊24はクェゼリンを出港し、ハワイ方面に向かった。18日、哨戒区域を離れ、ミッドウェー島に向かう。24日、ミッドウェー島に到着し、伊18が潜望鏡偵察を行う。25日、伊24は浮上し、ミッドウェー島へ向け主砲弾6発を発射したが、ミッドウェー島からの反撃を受けて潜航退避した。2月2日、横須賀に到着。航海中の1日、第3潜水隊に編入。
その後伊24は呉に移動し、瀬戸内海で訓練を行った。3月10日、第3潜水隊は第8潜水戦隊に編入。
4月15日、伊24は呉を出港。18日、ドーリットル空襲を受け、小笠原諸島北方沖にいる米機動部隊の迎撃のために東北東へ向かったが、空振りに終わった。24日、トラックに到着。30日、トラックを出港し、MO作戦に参加してガダルカナル島南西沖の散開線に配備された。5月2日、珊瑚海で米空母ヨークタウンの艦載機による攻撃を受けたが、被害はなかった。17日、トラックに到着し、水上機母艦千代田により輸送されてきた甲標的を搭載した。

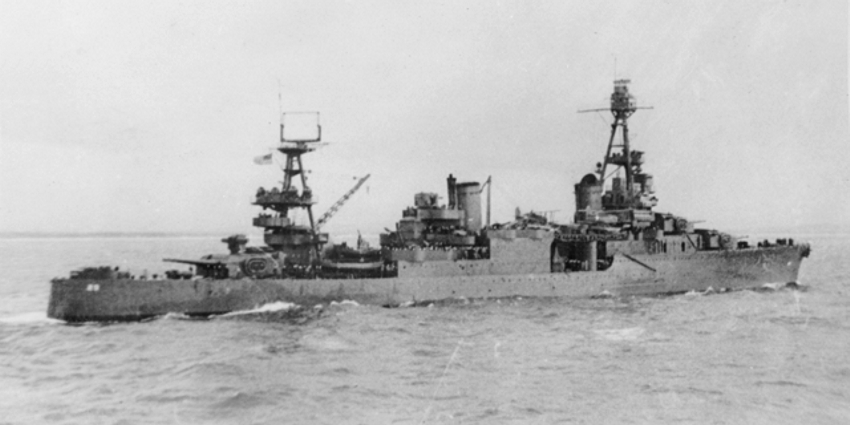
重巡シカゴ(USS Chicago, CA-29) (1942)

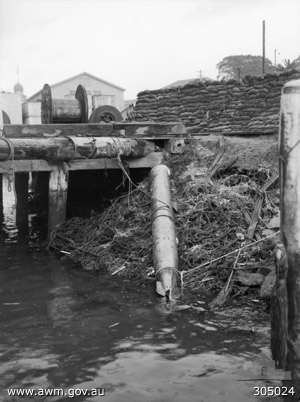
搭載艇が発射して岸に打ちあがった魚雷

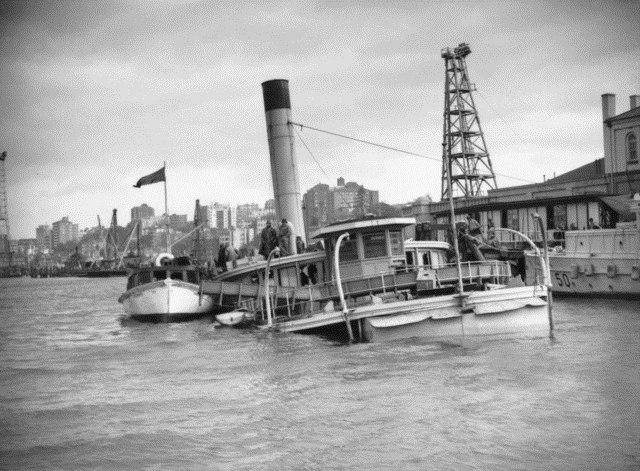
搭載艇が発射した魚雷の爆発で沈没した宿泊艦クッタブル（HMAS Kuttabul）

18日、伊24は、特殊潜航艇によるシドニー港攻撃に参加するためトラックを出港。甲標的の搭乗員は八巻悌次中尉、松本静一等兵曹だった。19日、浮上して充電を行うとともに、搭載艇の点検を行った。点検中、2人は塩素の強い臭いを感じた。調査のため、松本一曹が艇の照明をつけたところ、艇の蓄電池が突然大爆発を起こし、松本一曹は艦外に吹き飛ばされた。伊24は彼を捜索したが、見つけることはできず捜索を打ち切った。艇は損傷しており、八巻中尉も負傷していたことから、トラックに反転した。20日、トラックに到着し、戦没した伊28に搭載するはずだった甲標的に乗せ換えて出港。30日、シドニー沖に到着。31日1740、シドニー東方12浬地点付近で伴勝久中尉、芦辺守一等兵曹が乗った甲標的を発進させる。深夜、米重巡シカゴ(USS Chicago, CA-29)が搭載艇を発見し、対空砲の砲撃を行い、艇に損傷を与えた。6月1日0029、艇はシカゴへ向け魚雷2本を発射。しかし、魚雷は1本がシカゴの至近を通過し、ガーデン島東岸に打ちあがった。もう1本はシカゴの艦底下を通過し、ガーデン島の岸壁に命中し、爆発でガーデン島に係留してあった宿泊艦クッタブル（HMAS Kuttabul）が沈没し、その隣で係留されていた蘭潜K IX（K IX）を撃破した。その後搭載艇は湾外に脱出することに成功したが、シカゴの砲撃を受けたことによる損傷がもとで沈没し、母艦に帰り着くことはなかった。3日、艇が帰投しないため、会合点を離れる。同日夕方、ノラ・ヘッド南東35浬地点付近で浮上充電中、豪貨物船エイジ（Age、4,734トン）を発見し、魚雷1本を発射するも命中しなかった。そのため、主砲弾4発を発射したが命中せず、同船は去っていった。伊24は同船を撃沈したと判断していた。その1時間半後には南緯33度55分 東経151度50分 / 南緯33.917度 東経151.833度のシドニー東方27浬地点付近でニューキャッスルからワイアラに向かっていた豪鉱石運搬船アイアン・チーフテン（Iron Chieftain、4,812トン）を発見し、魚雷2本を発射。うち1本がアイアン・チーフテンの左舷中央部に命中し、同船は5分で沈没した。5日、ウロンゴン沖17浬地点付近で、ワイアラからポート・ケンブラに向かっていた豪貨物船エチュンガ（Echunga、3,362トン）を発見して追尾するが、攻撃に失敗。8日未明、シドニー沖4浬地点付近で浮上し、ハーバーブリッジを目標にして30秒間隔で主砲弾10発を発射したが、橋には命中せず、砲弾1発が家屋に命中しただけに終わった。伊24はサーチライトにより照らされたが、急速潜航を行ったため反撃は受けなかった。また、伊24の迎撃のためP-39 エアラコブラ1機が飛び立ったが、墜落事故を起こし失われた。9日早朝、ジャービス湾南東沖で、英貨物船オレスティーズ(Orestes、7,748トン)を発見して2度雷撃するも、いずれも魚雷は早爆した。そのため浮上して砲撃し、1発を命中させたが沈まず、また火災が起きた様子もないため、攻撃をあきらめた。25日、クェゼリンに到着。その後出港し、7月12日に横須賀に到着した。
8月30日、伊24は横須賀を出港し、ソロモン諸島周辺海域に進出。9月13日、ガダルカナル島南南東345浬地点付近で横浜海軍航空隊所属の二式飛行艇が発見した米機動部隊の迎撃に向かう。その後、南太平洋海戦に参加。27日夜、南緯15度15分 東経159度45分 / 南緯15.250度 東経159.750度のソロモン海で米機動部隊を発見し、戦艦へ向け魚雷8本を発射。その後爆発音を聴取したが、これは爆雷攻撃の音であり、命中したものはなかった。11月2日、ショートランドに到着。
4日、伊24はショートランドを出港し、インディスペンサブル海峡に進出。7日にガダルカナル島周辺海域に移動して哨戒。13日、トラックに到着。

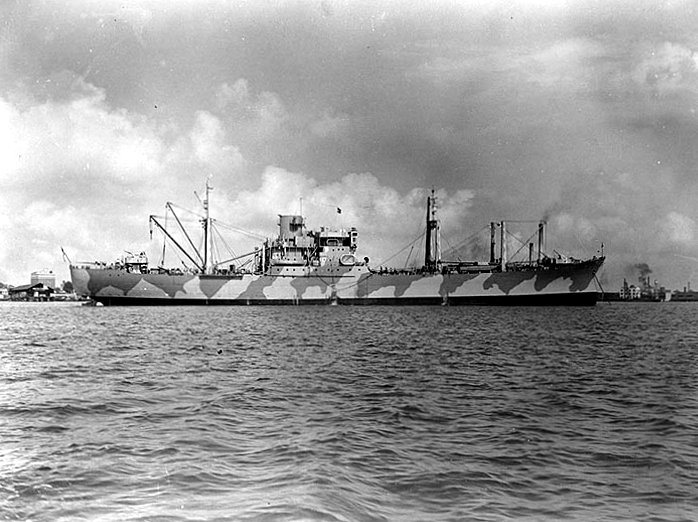
米貨物輸送艦アルチバ(USS Alchiba, AK-23) (1942)

15日、甲標的を搭載してトラックを出港。22日2305、エスペランス岬北西14浬地点付近で迎泰明中尉、佐野久五郎一等兵曹を乗せた甲標的を発進させるが、搭載艇はその後消息不明となる。伊24はその後ショートランドに戻った。12月1日、甲標的を搭載してショートランドを出港。7日0142、ルンガ岬付近で辻富雄中尉、坪倉大盛喜一等兵曹を乗せた甲標的を発進させる。0659、搭載艇が、11月28日に伊16から発進した甲標的の雷撃により損傷し、砂浜に擱座していた米貨物輸送艦アルチバ(USS Alchiba, AK-23)を発見し雷撃。1本は外れたが、もう1本がアルチバの左舷機関室付近に命中し、損傷を与えた。搭載艇はその後爆雷攻撃を受けたものの沈まなかったが、以降消息不明となる。伊24はその後トラックに戻った。12月15日、第3潜水隊の解隊に伴い、第1潜水隊に編入。
1943年（昭和18年）1月3日、伊24はトラックを出港し、ラバウルに移動。同地で食糧と弾薬25トンを積み込んだ後出港。11日にブナに到着して輸送物資を降ろし、兵士79名を乗せて出港。ラバウルに戻った。便乗者を降ろした後、輸送物資20トンを積み込んで出港。18日にブナに到着して輸送物資を降ろし、兵士58名と歩兵第144連隊軍旗を乗せて出港。ラバウルに戻った。便乗者と軍旗を降ろした後、輸送物資16トンを積み込んで出港。26日にブナに到着して輸送物資を降ろし、兵士64名を乗せて出港。28日にラバウルに到着して便乗者を降ろした。その後輸送物資16トンを積み込んで出港。2月10日にブナに到着して輸送物資を降ろし、兵士71名を乗せて出港。ラバウルに戻った。便乗者を降ろした後、輸送物資32トンを積み込んで出港。17日にラエに到着して輸送物資を降ろし、兵士72名を乗せて出港。ラバウルに戻った。便乗者を降ろした後、輸送物資38.5トンを積み込んで出港。23日にラエに到着して輸送物資を降ろし、兵士64名を乗せて出港。ラバウルに戻った。便乗者を降ろした後出港し、3月6日に横須賀に到着して整備を受ける。
5月7日、伊24は横須賀を出港し、20日に呉に到着。21日、呉を出港して幌筵に移動。29日、幌筵を出港し、アッツ島守備隊の最後の連絡員を救助するため、アッツ島チチャコブ湾に向かった。その後3度にわたり接近を試みたが、連絡員の姿はなく、さらに守備隊が全滅したとの報を受け、6月5日にキスカ島へ向かった。7日、キスカ島に多くの米艦船がいることを報告。11日、第1期キスカ島撤退作戦に参加するために幌筵に戻るよう命ぜられたが、この時に命令を受け取った反応を最後に消息不明。
アメリカ側記録によると、同日、濃い霧の中を哨戒中の米駆潜艇PC-487(USS PC-487)が潜航中の潜水艦をソナー探知。まもなく、潜望鏡をレーダー探知し、その後発見。PC-487は爆雷攻撃を行った。その結果、潜水艦が浮上したため体当たりを行ったが、相手が大きかったため潜水艦の甲板上に乗り上げてしまった。それでもPC-487は離脱し、今度は潜水艦の司令塔に体当たりした。この結果、潜水艦は横転し沈没した。これが伊24の最期の瞬間であり、艦長の花房博志中佐以下乗員104名全員戦死。沈没地点はセミチ島北東40浬地点付近、北緯53度16分 東経174度24分 / 北緯53.267度 東経174.400度。
同日、キスカ島方面で亡失と認定され、8月1日に除籍された。
撃沈総数は2隻であり、撃沈トン数は5,259トンである。撃破総数は3隻であり、撃破総数は14,466トンである。

## 歴代艦長
※『艦長たちの軍艦史』418-419頁による。

### 艤装員長
1. （兼）河野昌道 少佐：1941年6月2日[4] - 1941年7月1日[5]
2. 花房博志 少佐：1941年7月1日 -

### 艦長
1. 花房博志 中佐：1941年10月31日 - 1943年6月11日戦死